# Echthroplexiella josephi
Echthroplexiella josephi är en stekelart som beskrevs av De Santis 1965. Echthroplexiella josephi ingår i släktet Echthroplexiella och familjen sköldlussteklar. Inga underarter finns listade i Catalogue of Life.